# Narandžasta linija (CTA)
Narandžasta linija (engl. Orange Line) je najnoviji linija čikaškog metroa. Ide oko dvadeset kilometra jugozapadno od centra grada. Većinom puta linija ide iznad zemlje.

## Stanice
- potom linija ide do stanice Roosevelt na trakama zelene linije, i nastavlja u krug kroz stanice koje su deo loop-a.

## Istorija
Linija je otvorena 31. decembra, 1993. To je bila prva nova linija od 1969. godine. Prvi planovi za njenu izgradnju mogu se pratiti od tridesetih godina, ali nije bilo dovoljno sredstava da se napravi. Osamdesetih je počela izgradnja, zahvaljuči predsedniku Reganu čija je administracija alocirala oko 500 miliona dolara. Trenutno postoje planovi da se proširi na jug, za još jednu stanicu, ali kao i pre problem je nedostatak finansija.
Ova linija je druga linija u gradu koja ide do aerodroma Midvej (engl. Midway Airport). Prva je bila plava linija, koja ide do aerodroma Ohare.